# Pommerit-Jaudy
Pommerit-Jaudy (bretonisch: Peurid-ar-Roc’h) ist eine Ortschaft und eine ehemalige französische Gemeinde mit 1.181 Einwohnern (Stand 1. Januar 2022) im Département Côtes-d’Armor in der Region Bretagne. Sie gehörte zum Arrondissement Lannion und zum Kanton Tréguier. Die Bewohner nennen sich Pommeritain(e)s.
Mit Wirkung vom 1. Januar 2019 wurden die ehemaligen Gemeinden La Roche-Derrien, Hengoat, Pommerit-Jaudy und Pouldouran zur Commune nouvelle La Roche-Jaudy zusammengelegt und haben in der neuen Gemeinde den Status einer Commune déléguée. Der Verwaltungssitz befindet sich im Ort La Roche-Derrien.

## Geografie
Pommerit-Jaudy liegt rund 16 Kilometer östlich von Lannion. Zur Commune déléguée gehören nebst dem Dorf Pommerit-Jaudy noch zahlreiche Streusiedlungen und Einzelgehöfte.
Die Nachbarorte sind Hengoat, Langoat, La Roche-Derrien, Mantallot, Minihy-Tréguier, Ploëzal, Prat, Runan und Troguéry.
| La Roche-Derrien  | Minihy-Tréguier                             | Hengoat Troguéry |
| Mantallot Langoat | Kompassrose, die auf Nachbargemeinden zeigt | Ploëzal          |
| Prat              | Runan                                       | Runan            |

## Geschichte
Die Gegend ist seit langer Zeit besiedelt. In Pont-Rod wurden Fundstücke aus gallo-römischer Zeit ausgegraben. In einem Tumulus auf dem Gemeindegebiet fand man eine alte Vase. Im Mittelalter gab es in Penn-Krecy ein Siechenhaus für Leprakranke. Im 9. und 10. Jahrhundert wurde das heute nicht mehr existierende Schloss Coat-Nevenez errichtet. Die Kirche Pomerit jeudi wurde im Zusammenhang mit der Heiligsprechung von Saint-Yves im Jahr 1330 erwähnt. Bereits 1444 war Pommerit-Jaudy eine eigenständige Kirchgemeinde. Flurnamen wie Mouster (nahe der Kapelle Saint-Adrien) und Moustéro stammen von Besitztümern der Templer und Johanniter. Nach der Französischen Revolution war die Gegend ein Hort der aufständischen Royalisten (Chouans genannt).
Im Zweiten Weltkrieg wurde ein Versteck, in dem Kämpfer der Résistance untergekommen waren, am 9. Juli 1944 von den deutschen Besatzern angegriffen. Auch wenn ein Teil der Widerstandskämpfer fliehen konnte, wurden die meisten gefangen genommen und mit dem nahen Bauernhof lebendig verbrannt. Auch der Bauer wurde getötet und verbrannt. Drei Landarbeiter wurden misshandelt und dann laufen gelassen.

## Bevölkerungsentwicklung
Die ehemalige Gemeinde zählte bereits vor 1800 mehr als 2000 Einwohner. Bis 1821 wuchs die Anzahl Bewohner nur leicht an. In den darauf folgenden zehn Jahren erfolgte ein Wachstumsschub, der die Einwohnerschaft auf mehr als 2500 Personen anhob. Bis 1881 blieb die Bevölkerungszahl dann stets bei über 2500 Menschen. Der historische Höchststand war im Jahr 1856. Zwischen 1881 und 1946 kam es zu einem markanten Bevölkerungsrückgang (1881–1946: - 50,6 %). Nach einer Stabilisierung bis 1962 erfolgte eine weitere Abwanderungswelle (1962–1975: - 23,1 %). Der Tiefpunkt von 958 Bewohnern im Jahr 1975 bedeutete einen Rückgang gegenüber dem Höchststand von 1856 von satten 64,2 %. Zwischen 1990 und 2008 kam es zu einer starken Wachstumsphase von 28,1 %. Die Bevölkerung zählt jetzt wieder knapp mehr als 1200 Personen.
| Jahr      | 1962 | 1968 | 1975 | 1982 | 1990 | 1999 | 2008 | 2013 |
| Einwohner | 1202 | 1036 | 958  | 959  | 972  | 990  | 1227 | 1235 |

## Sehenswürdigkeiten
- Herrenhaus von Coat-Nevenez (aus dem 16. Jahrhundert; 1944 wieder aufgebaut)
- Herrenhaus von Cosquer aus dem 17. Jahrhundert
- Herrenhaus von Kersaliou, mit Portalvorbau aus dem 14. Jahrhundert
- Schloss Le Chef-du-Bois in Pen-ar-Hoat (erbaut 1867)
- Schloss Kermezen aus dem 13.–17. Jahrhundert; mit Hauskapelle
- Kirche Saint-Pierre-ès-Liens (erbaut 1913)
- sieben Kapellen; alle zwischen dem 16. und 18. Jahrhunderts erbaut
- Beinhaus Saint-Adrien
- Kalvarienberg Croix-Rouge (auch Croas-Ru; 1545)
- Kreuze und Wegkreuze in Kermezen (17. Jahrhundert), Saint-Antoine (18. Jahrhundert), Ty-Glas-Bras (18. Jahrhundert), Kericuff (17. Jahrhundert), Quillevez-Braz (17. Jahrhundert) und Quillevez (mit Kalvarienberg)
- zahlreiche alte Bauernhöfe; Ty-Glas-Bras (1743), Kermenguy (1781), Kervilgos (1716), Kervellec (1773), Lézonan (1706), Kerrouel (1654), Le petit ChefduBois, Coat-Rogan (16. Jahrhundert), Kerré (1771), Lescop (18. Jahrhundert)
- elf Mühlen in Kermezen, Bourette, Penancoat, Coat-Nevez (auch Coat-Nevenez), Trojody, Poulohou, Paul, Le Rumain und Trézéan
- Taubenschlag in Kéricuff (Kericuf)
- Brücke Pont du Launay des Architekten Louis Harel de La Noé
- Brücke des château de Kermezen, erbaut von Gustave Eiffel
- Stele in Pabu zum Gedenken von elf im Jahr 1944 getöteten Mitgliedern der Résistance

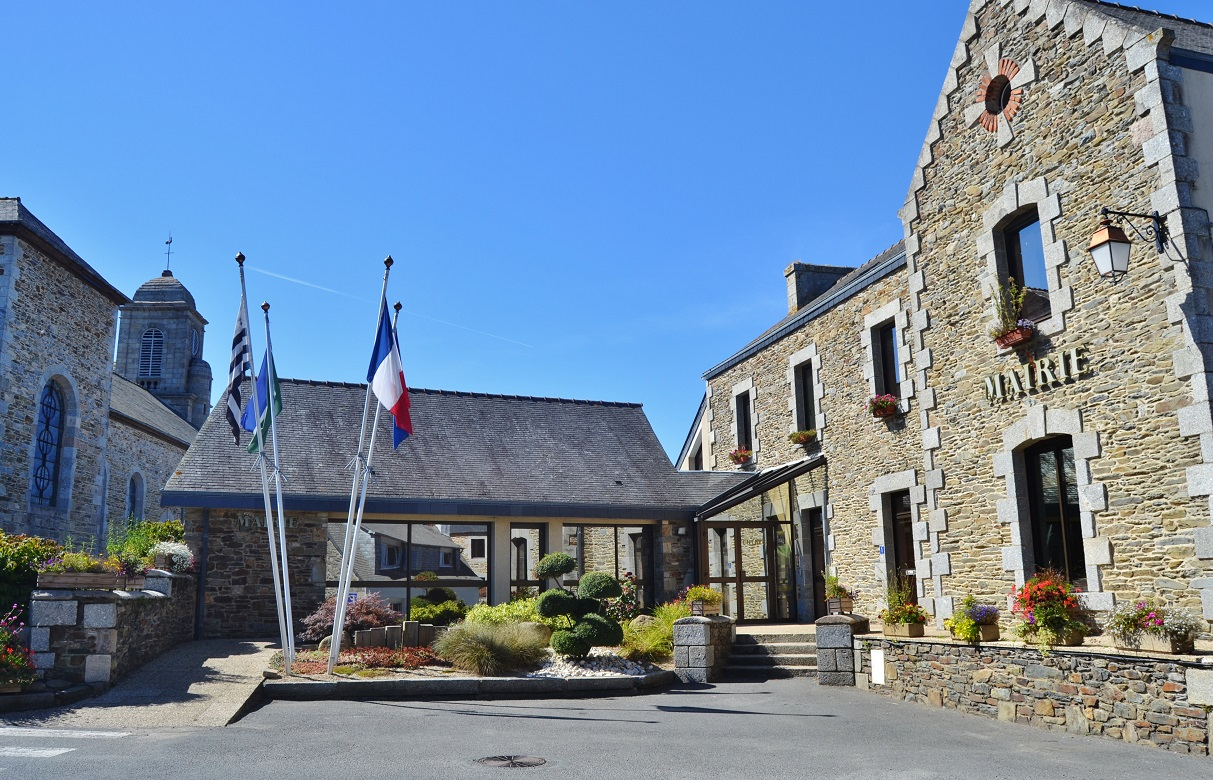
Rathaus (Mairie) von Pommerit-Jaudy
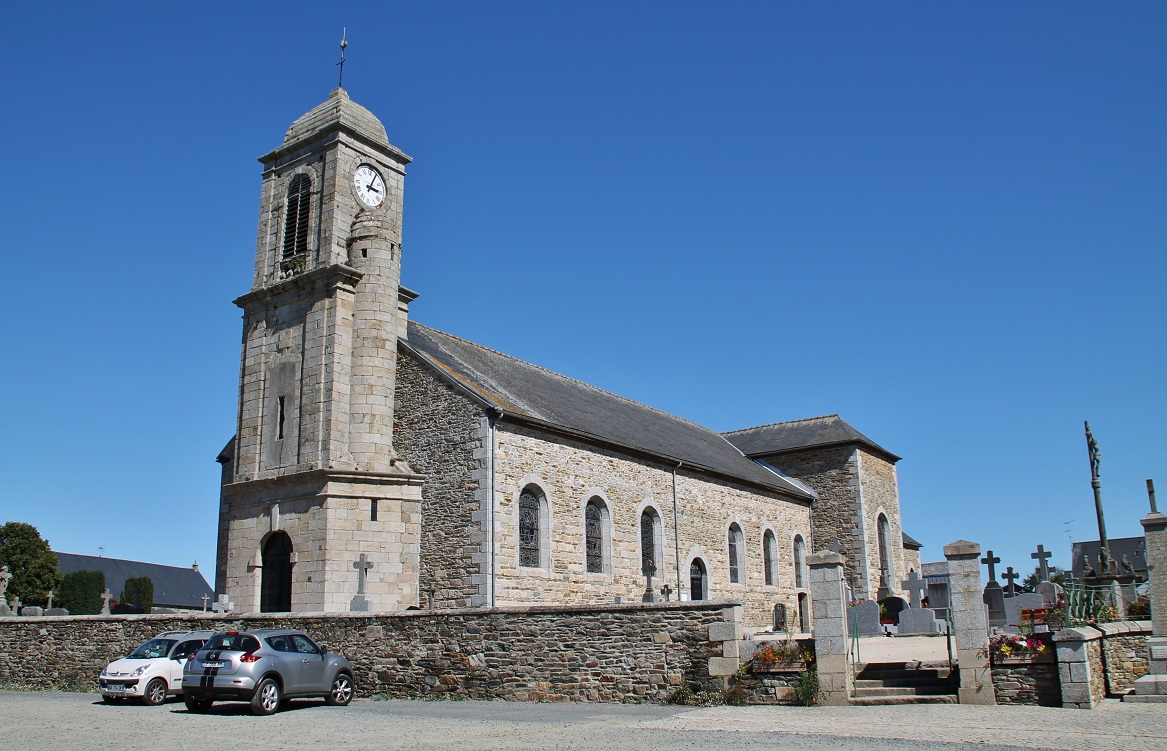
Kirche Saint-Pierre-ès-Liens
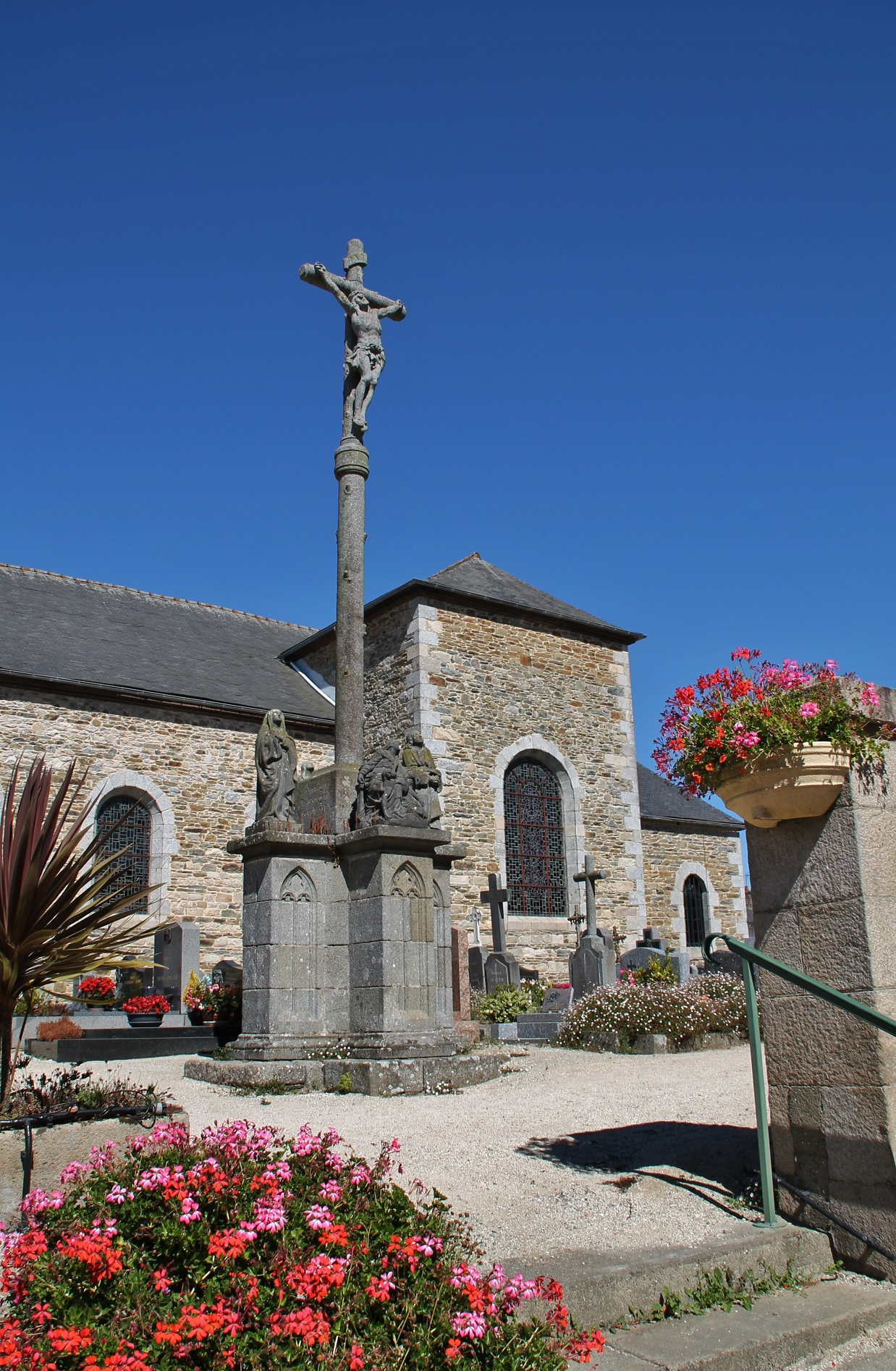
Kalvarienberg auf dem Dorffriedhof
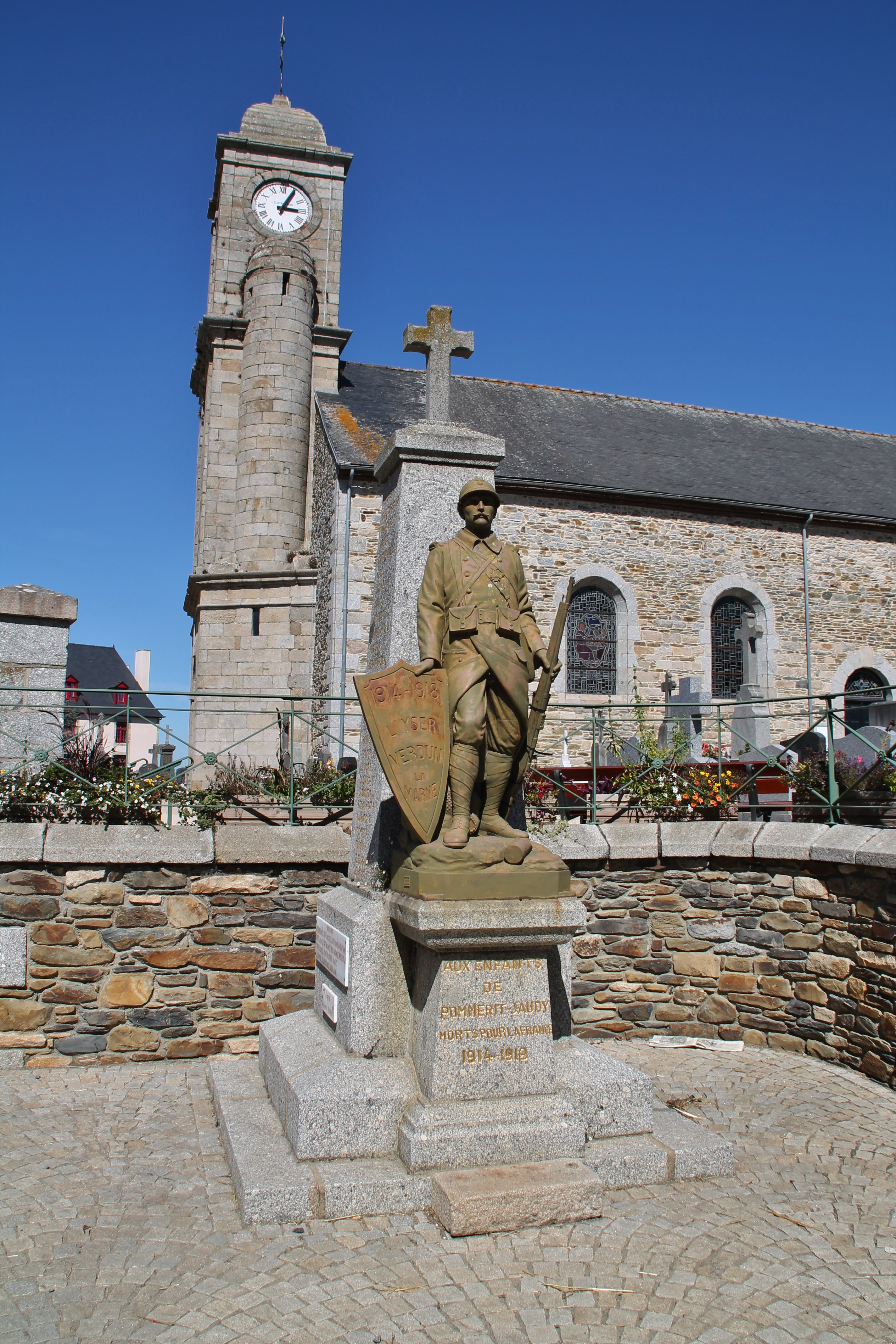
Denkmal für die Gefallenen
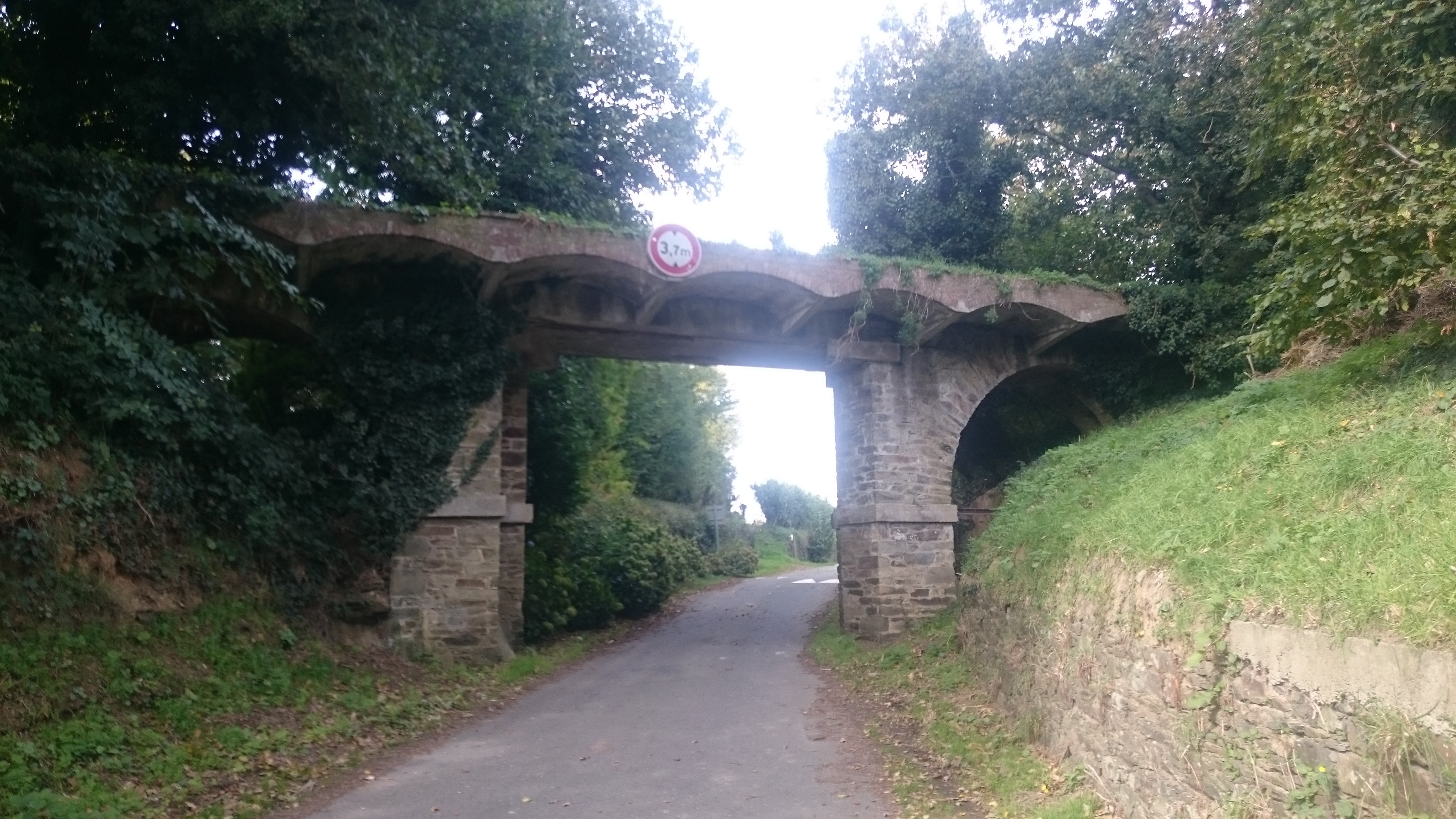
Die Brücke Le Chef-du-bois